# Плоское-Глубокое
Плоское-Глубокое или Плоское — озеро в Вязовской волости Новосокольнического района Псковской области. Расположено на Бежаницкой возвышенности, в 3,5 км к северо-востоку от озера Большое Остриё.
Площадь — 0,4 км² (42,9 га). Максимальная глубина — 19,0 м, средняя глубина — 9,0 м.
Близлежащими населёнными пунктами являются деревни Подчерняево (в 2 км к югу от озера) и Мелехово (в 1 км к северу за озером Чёрным).
Слабопроточное. Относится к бассейну ручья Рубежный, соединяющийся через проточные озёра с рекой Великой.
Тип озера плотвично-окуневый. Массовые виды рыб: щука, плотва, окунь, красноперка, ерш, карась, линь, вьюн; широкопалый рак (низкопродуктивное).
Для озера характерны: в литорали — песок, заиленный песок, ил, камни, в центре — ил; есть сплавины; в прибрежье — леса, луга, болото.